# Johor Bahru (district)
Johor Bahru is een district in de Maleisische deelstaat Johor.
Het district telt 1,4 miljoen inwoners op een oppervlakte van 1800 km².